# Caradrina hypostigma
Caradrina hypostigma is een vlinder uit de familie uilen (Noctuidae). De wetenschappelijke naam is voor het eerst geldig gepubliceerd in 1932 door Boursin.
De soort komt voor in Europa.